# Marco Stange
Marco Stange (* 7. Juli 1975 in Magdeburg) ist ein ehemaliger deutscher Handballspieler und heutiger -trainer. Der 1,94 m große Torwart spielte für den SC Magdeburg, den TBV Lemgo und den SV Post Schwerin in der Bundesliga.

## Karriere
Stange begann beim TuS Fortschritt Magdeburg-Neustadt mit dem Handballspielen und wechselte 1989 zum SC Magdeburg, für den er in der Bundesliga debütierte. Es folgten zwei einjährige Engagements bei den Zweitligisten FSV 1895 Magdeburg (1998/99) und der SG VfL/BHW Hameln (1999/2000), mit der er in die Bundesliga aufstieg. Danach schloss er sich dem TBV Lemgo an und wurde 2002 mit dem Verein DHB-Pokalsieger. Mit dem SV Post Schwerin gelang ihm im Jahr 2004 erneut der Bundesliga-Aufstieg. In der Folgesaison musste jedoch der direkte Abstieg hingenommen werden. Nach vier Jahren wechselte Stange innerhalb der 2. Bundesliga zum HC Empor Rostock und nach zwei weiteren Jahren zum Regionalliga-Aufsteiger SVH Kassel, der mit seinem Mäzen Mehmet Göker ambitionierte Ziele verfolgte. Der erhoffte sportliche Erfolg blieb jedoch aus und er schloss sich Eintracht Hildesheim an und stieg zum dritten Mal in die Bundesliga auf.
Daraufhin beendete er zunächst seine aktive Karriere, wurde jedoch im Mai 2012 vom VfL Eintracht Hagen zunächst für die Abstiegs-Relegation der 3. Liga reaktiviert und lief später auch noch für den Zweitligisten TV Großwallstadt auf, bei dem er als Torwarttrainer angestellt war.
Seine Stationen als Torwarttrainer waren zeitgleich die A-, B- und C-Jugend des HC Empor Rostock, sowie der TV Großwallstadt, der Bergische HC, ART Düsseldorf, der TBV Lemgo, die TSG A-H Bielefeld und GWD Minden, bei dem er in der Saison 2018/19 angestellt war.
Stange besitzt seit 2012 die Trainer-A-Lizenz und betreibt eine Handballschule. Außerdem ist er als Spielerberater tätig und war Trainer beim Landesleistungsstützpunkt des WHV in Bünde.

## Sonstiges
2006 heiratete er Ehefrau Inga, mit der er eine Tochter (* 2005) und einen Sohn (* 2008) hat. Sein Bruder Andreas war ebenfalls als Torwart in der Bundesliga aktiv.

## Erfolge
- DHB-Pokal-Sieger (1): 2002
- Aufstieg in die Bundesliga (3): 2000, 2004, 2011